# Esteban Arellano
Esteban Ezequiel Arellano (Buenos Aires, 7 gennaio 1981) è un giocatore di calcio a 5 e allenatore di calcio a 5 argentino.

## Caratteristiche tecniche
Difensore esperto e dai piedi educati, è dotato di grande carisma che lo ha portato ad essere nominato capitano di Boca Juniors, CSG Putignano e L.C. Five Martina. Durante la sua carriera ha spesso affiancato l'attività di giocatore con quella di preparatore atletico.

## Carriera

### Club
Affermatosi con il Boca Juniors, durante la cui militanza fece il debutto in nazionale e in Coppa Libertadores, nell'estate 2004 approda alla Pro Calcetto Avezzano in Serie B. Confermato anche nella stagione successiva culminata con la retrocessione, Arellano non condivide la sorte degli abruzzesi, rimanendo nella categoria giocando con Azzurri Conversano e CSG Putignano. Con i putignanesi vince nella stagione 2007-08 il proprio girone di Serie B, esordendo nella stagione successiva nel campionato di Serie A2. 
Nel 2011 segue l'allenatore Piero Basile in Serie B sposando la causa del L.C. Five: con la giovane e ambiziosa società martinese Arellano vince la Coppa Italia di categoria e il personale secondo campionato di Serie B. La stagione successiva giunge l'affermazione nel girone B di Serie A2 che regala sia alla società sia al giocatore l'esordio in Serie A. Il primo campionato nella massima serie si conclude all'ottavo posto: dopo un girone di andata esaltante che comporta la qualificazione alla Coppa Italia, quello di ritorno vede la squadra arretrare pericolosamente in classifica, raggiungendo la salvezza solamente all'ultima giornata. Rimasto svincolato in seguito allo scioglimento della società martinese, nel giugno 2014 il difensore si lega al Latina.

### Nazionale
La militanza di Arellano in Nazionale è stata scostante: nonostante il debutto avvenuto in giovane età e l'inclusione nella lista dei preconvocati al Mondiale 2004, per oltre quattro anni il difensore non è più stato convocato, facendovi ritorno solamente nel 2010 in occasione del torneo "Thailand 5'S". L'anno seguente ha preso parte alla Copa América disputata in casa, conclusa dall'albiceleste al secondo posto alle spalle del Brasile.

## Palmarès
- Campionato di Serie A2: 1

LC Martina: 2012-13
- Campionato di Serie B: 3

CSG Putignano: 2007-08
LC Martina: 2011-12
Civitella: 2016-17
- Coppa Italia di Serie B: 1

LC Martina: 2011-12